# 光石忠敬
光石 忠敬（みついし ただひろ、1943年 - ）は日本の弁護士。

## 人物
1943年生まれ。1967年東京大学法学部を卒業する。
1969年、第二東京弁護士会に弁護士登録する。1970年から1971年にかけて、昭和大学教養学部講師となり法学概論を担当する。1976年、日本弁護士連合会人権擁護委員会第4部会委員となる。1990年に設置された『臨時脳死及び臓器移植調査会』の参与となる。日本医事法学会会員、医薬品安全性確保対策検討会委員、公衆衛生審議会専門委員、など、医療に関連した団体の委員についている。脳死移植に慎重な立場をとり、尊厳死の法制化に反対している。なお、現行の『臓器の移植に関する法律』2009年改正について、施行停止して改正前にもどすべきとしている。
光石法律特許事務所を開業している。